# Asrat Megersa
Asrat Megersa Gobena (Addis Abeba, 20 giugno 1987) è un calciatore etiope, centrocampista del Dashen Beer.

## Carriera

### Club
Ha giocato nel massimo campionato etiope e israeliano.

### Nazionale
Ha partecipato alla Coppa d'Africa del 2013.